# Sid Sackson
Sid Sackson (Chicago, 4 de febrero de 1920 – 6 de noviembre de 2002) fue un prolífico diseñador y coleccionista de juegos de mesa estadounidense. De ascendencia judía, se crio en una familia de origen ruso que emigró en 1904 a EE. UU.. Al criarse en una familia llegada a un nuevo mundo, el entorno de los juegos de mesa le ayudó en la interacción social fuera del seno familiar.
Realizó estudios de ingeniería y se dedicó a ello hasta que a los 50 años pudo dedicarse por completo a la gran afición de su vida, la creación de juegos de mesa. Hecho por el cual es reconocido como a uno de los padres del juego de mesa moderno como lo conocemos hoy en día. Comparte este título honorífico con el que fue su amigo, el también prolífico creador de juegos de mesa Alex Randolph. 
La gran importancia de Sid Sackson en el juego de mesa moderno viene dada porque sin él esta industria no hubiese evolucionado como la conocemos hoy en día. Gran conocedor de juegos de mesa históricos, actualizó y le dio un componente matemático relevante a sus creaciones. Y todo ello desde el principio matemático de "elegancia"; ya que uno de sus preceptos como creador fue: "un juego tiene que ser lo suficientemente sencillo de explicar como para explicarlo en 5 minutos, pero lo suficientemente complejo y cargado de matices como para necesitar toda una vida para dominarlo a la perfección." Este concepto es muy importante, porque acerca el juego a todo el mundo pero también genera un aprendizaje constante que iguala o por lo menos acerca a jugadores expertos y jugadores noveles.

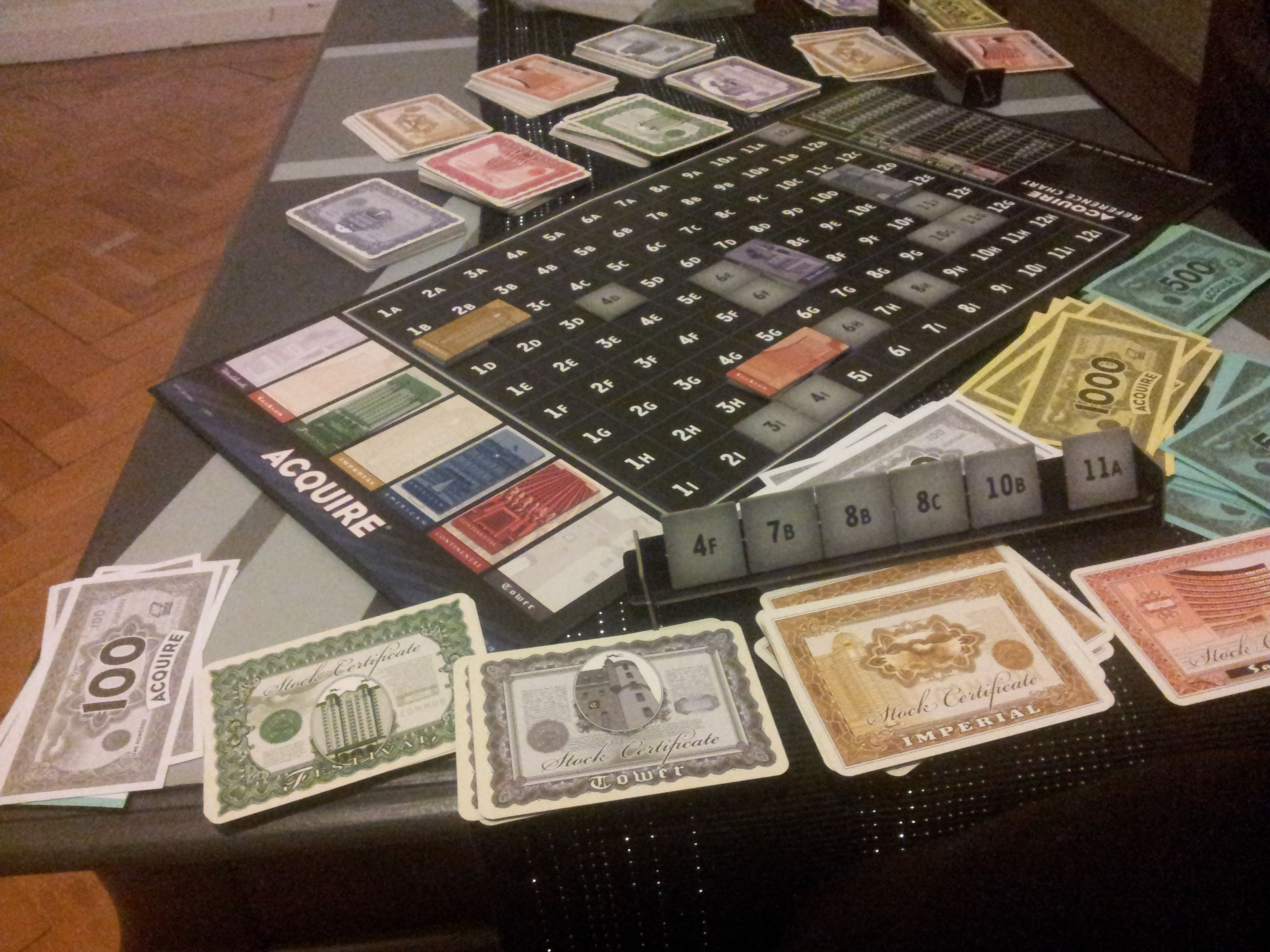
Acquire

Su creación más conocida es el juego empresarial Acquire, que en 2025 accedió al salón de la fama de BoardGameGeek como uno de sus veinticinco primeros juegos seleccionados. Otros juegos diseñados por él son Can't Stop y Focus (Domination), este último ganador del prestigioso premio alemán Spiel des Jahres en 1981.
Destacan también sus libros, especialmente A Gamut of Games y Card Games Around The World; ambos títulos incluyen una gran variedad de reglas para juegos tanto nuevos y viejos, creando el mismo Sackson varios de ellos.
A mediados de la década de 1970, escribió durante varios años para la revista Strategy & Tactics una columna titulada “Sackson on Games” en la que reseñaba juegos (excepto juegos de guerra).
Sackson coleccionó juegos durante toda su vida; en el momento de su muerte, su colección estuvo estimada por encima de los 18.000 títulos. Muchos de ellos eran únicos, enviados a él por diseñadores de juegos con la esperanza de obtener su consejo. Sackson declinó una oferta para trasladar su colección a otro lugar para custodia permanente; por lo que a su muerte los juegos fueron vendidos en una serie de subastas, disgregando la colección. Los papeles personales de Sackson se encuentran en The Strong en Rochester, Nueva York.